# Raïssa Maritain

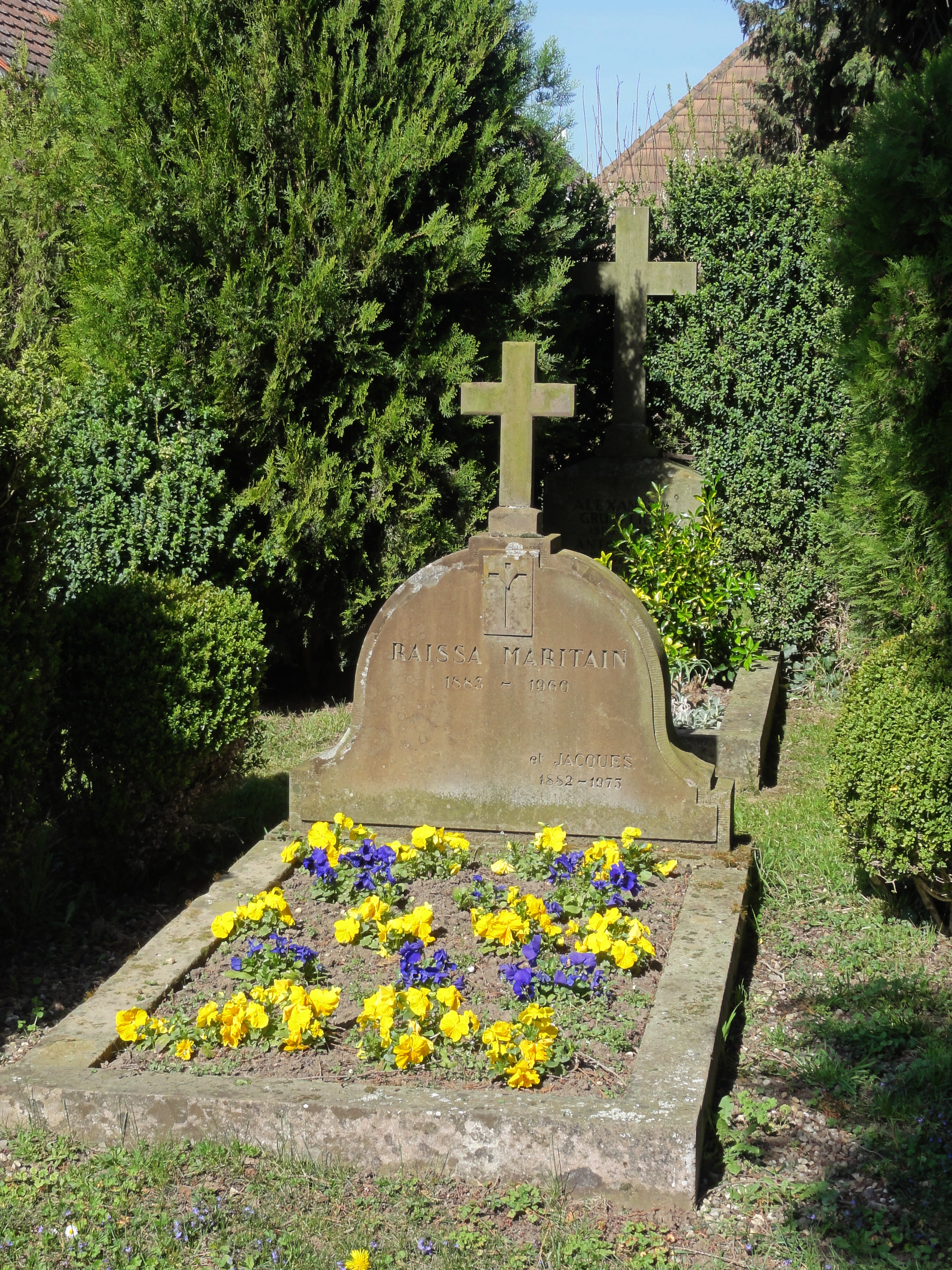
Grób Jacquesa i Raïssy Maritainów w Kolbsheim

Raïssa Maritain z domu Umancewa (ur. 31 sierpnia 1883 w Rostowie nad Donem, zm. 4 listopada 1960 w Paryżu) – francuska poetka katolicka i mistyczka, żona filozofa Jacques'a Maritaina, nazywana przez niego połową swojej duszy.

## Biografia
Pochodziła z rodziny rosyjskich Żydów z Rostowa nad Donem. Na początku XX wieku jej rodzina wyemigrowała do Francji. Studiowała na Sorbonie. Dzieliła pasje filozoficzne męża. Początkowo ateistka, razem z nim przeszła na katolicyzm w 1906 roku. W domu Maritainów w Meudon pod Paryżem bywali tacy pisarze i artyści jak Julien Green, Marc Chagall, François Mauriac, Reginald Garrigou-Lagrange, czy Jean Cocteau. Poetka publikowała tomiki poezji i eseje.

## Polskie tłumaczenia
- Wielkie przyjaźnie: poszukiwanie sensu w czasach zwątpienia (wyd. 2), Warszawa, Fronda, 2008, ISBN 978-83-60335-92-5
- Kontemplacja w świecie, razem z Jacques'em Maritainem (wyd. 2), Poznań, W drodze, 2011, ISBN 978-83-7033-786-5
- Chagall, czyli Burza zaczarowana, tłum. Maria Żurowska, Warszawa, Towarzystwo „Więź”, 2011, ISBN 978-83-62610-17-4
- Poezje, tłum. Maria Żurowska, Warszawa, Towarzystwo „Więź”, 2012, ISBN 978-83-62610-26-6
- Dziennik, tłum. Maria Żurowska, Warszawa, Towarzystwo „Więź”, 2012, ISBN 978-83-62610-27-3